# Дейвид Духовни
Дейвид Уилям Духовни (на английски: David William Duchovny) (роден на 7 август 1960 г.) е американски актьор, най-известен с ролите си на агент Фокс Мълдър в „Досиетата Х“ и Ханк Муди в „Секс до дупка“.

## Биография
Духовни е роден на 7 август 1960 г. в Ню Йорк, САЩ. Неговата майка, Маргарет, е шотландска емигрантка. Родена е в Абърдийн, дъщеря на евреин. Тя е преподавала в училище, намиращо се в бедните части на Манхатън. Баща му, Амрам Духовни (1927 – 2003), е роден в Бруклин, в семейство на еврейски имигранти от Руската империя. Амрам е публицист, драматург, автор на няколко книги. Родителите се развеждат, когато Дейвид е на 11 години. Духовни постъпва в Принстънския университет във факултета по педагогика. Увлича се по театъра и участва в няколко постановки.

### Кариера
Духовни прави своя дебют в телевизията през 1987 г., когато се снима в реклама на бира Löwenbräu. През 1988 г. прави дебют и на големия екран, с малка роля във филма на Майк Никълс „Работещо момиче“.
Изиграва запомняща се роля на агент травестит от службата за борба с наркотиците в три епизода на сериала „Туин Пийкс“. През 1993 г. Духовни се снима в научнофантастичния сериал „Досиетата Х“, като играе водещата роля на агента от ФБР Фокс Мълдър, който вярва, че сестра му е отвлечена от извънземни. Сериалът става хит и това носи на Дейвид световна слава. След седми сезон на сериала Духовни отказва да играе водеща роля, като се появява само в отделни епизоди. През 2002 г. се снима в последните серии на „Досиетата Х“.
Докато се снима в „Досиетата Х“, Духовни се появява на няколко пъти в „Шоуто на Лари Сандърс“, като играе себе си, но имитирайки хомосексуални влечения към Сандърс.
Певицата Бри Шарп (Bree Sharp) записва песен със заглавие „David Duchovny“ през 1999 г., която получава положителни отзиви от критиката.

### Личен живот
Духовни се жени за актрисата Теа Леони на 6 май 1997 г. На 24 април 1999 им се ражда дъщеря – Мадлин Уест Духовни. Второто им дете, Кид Милър Духовни се ражда на 15 юни 2002 г. Семейството живее в Малибу, Калифорния.
През 2008 година Дейвид постъпва в клиника поради проблемите му с пристрастеността към секса. Същата година той обявява и раздялата със съпругата си. Въпреки че двойката се събира отново през 2009 г., те живеят разделени от 2011 г., а през 2014 г. двамата официално се развеждат.

## Награди и номинации

### Еми
- 1997 – Номиниран – Най-добър гостуващ актьор в сериал – комедия – „Шоуто на Лари Сандърс“
- 1997 – Номиниран – Най-добър водещ актьор в сериал – драма – „Досиетата Х“
- 1998 – Номиниран – Най-добър водещ актьор в сериал – драма – „Досиетата Х“
- 2003 – Номиниран – Най-добър гостуващ актьор в сериал – комедия – „Живот с Бони“

### Златен глобус
- 1996 – Номиниран – Най-добър актьор в сериал – драма – „Досиетата Х“
- 1997 – Носител – Най-добър актьор в сериал – драма – „Досиетата Х“
- 1998 – Номиниран – Най-добър актьор в сериал – драма – „Досиетата Х“
- 2007 – Носител – Най-добър актьор в сериал – мюзикъл или комедия – „Секс до дупка“
- 2009 – Номиниран – Най-добър актьор в сериал – мюзикъл или комедия – „Секс до дупка“
- 2010 – Номиниран – Най-добър актьор в сериал – мюзикъл или комедия – „Секс до дупка“

## Филмография
| Година | Заглавие                                       | Роля                      | Бележки                                       |
| ------ | ---------------------------------------------- | ------------------------- | --------------------------------------------- |
| 1988   | Работещо момиче                                | Гост на годежно тържество |                                               |
| 1989   | New Year's Day                                 | Били                      |                                               |
| 1990   | Bad Influence                                  | посетител на клуба        |                                               |
| 1990   | Denial                                         | Джон                      |                                               |
| 1991   | Julia Has Two Lovers                           | Даниел                    |                                               |
| 1991   | Don't Tell Mom the Babysitter's Dead           | Брус                      |                                               |
| 1991   | The Rapture                                    | Ранди                     |                                               |
| 1991   | Туин Пийкс                                     | Агент Денис Брайсън       | ТВ                                            |
| 1992   | Ruby                                           | Полицай Типит             |                                               |
| 1992   | Бетовен                                        | Брад                      |                                               |
| 1992   | Baby Snatcher                                  | Дейвид                    | ТВ                                            |
| 1992   | Дневниците на червените обувки (филм и сериал) | Джейк Уинтърс             | ТВ                                            |
| 1992   | Venice/Venice                                  | Дилън                     |                                               |
| 1992   | Чаплин                                         | Rollie Totheroh           |                                               |
| 1993   | Калифорния                                     | Брайън Кеслер             |                                               |
| 1993   | Досиетата Х                                    | Фокс Мълдър               | ТВ                                            |
| 1996   | Space: Above and Beyond                        | Handsome Alvin            |                                               |
| 1997   | В ролята на Бог                                | Д-р Юджийн Сандс          |                                               |
| 1998   | Досиетата Х                                    | Фокс Мълдър               |                                               |
| 2000   | Върни се при мен                               | Боб Руланд                |                                               |
| 2001   | Еволюция                                       | Д-р Айра Кейн             |                                               |
| 2001   | Зулендър                                       | J.P. Prewitt              |                                               |
| 2002   | Фронтално                                      | Бил/Гус                   |                                               |
| 2003   | Сексът и градът                                | Джеръми                   | 84 епизод – Boy, Interrupted                  |
| 2004   | Connie and Carla                               | Джеф                      |                                               |
| 2005   | Затворът на миналото                           | Томи                      | Директорски дебют, също и сценарист на филма. |
| 2006   | Вярвай му                                      | Том                       |                                               |
| 2006   | Pedigree Petfoods                              | Voice-over                | „We're for dogs“ рекламна кампания            |
| 2006   | The TV Set                                     | Майк Клайн                |                                               |
| 2007   | The Secret                                     | Д-р Бенджамин Марис       |                                               |
| 2007   | Нещата, които изгубихме                        | Брайън Бърк               |                                               |
| 2007   | Секс до дупка                                  | Ханк Муди                 | ТВ сериал                                     |
| 2008   | Досиетата Х: Искам да повярвам                 | Фокс Мълдър               |                                               |